# Eutrichota subbilobella
Eutrichota subbilobella är en tvåvingeart som beskrevs av Jin 1985. Eutrichota subbilobella ingår i släktet Eutrichota och familjen blomsterflugor. Inga underarter finns listade i Catalogue of Life.